# Земля Нод
Земля Нод или «земля странствия» (ивр. נוד‎ — от глагола «странствовать», ивр. לנדוד‎), также «страна ссылки» (Быт. 4:16), — место, куда, согласно библейской, ветхозаветной Книге Бытия, был изгнан земледелец Каин после убийства своего брата Авеля, пастыря овец. Расположено «на восток от Эдема». Там «познал Каин жену свою; и она зачала и родила Еноха. И построил он город; и назвал город по имени сына своего: Енох» (Быт. 4:17).
Поскольку по-английски глагол to nod значит «дремать», «земля Нод» в англоязычной культуре является идиоматическим обозначением сна (ср. «объятия Морфея»).